# ガンバレ日本
「ガンバレ日本」（ - にっぽん）は、木梨憲武 + 忌野清志郎のコラボレーション・シングル。2002年6月12日発売。発売元はワーナーミュージック・ジャパン。

## 解説
2002 FIFAワールドカップ応援歌。
木梨憲武（とんねるず）と忌野清志郎がコラボレーションしたシングル。木梨のレギュラーテレビ番組、『木梨サイクル』（フジテレビ）に忌野がゲストで出演したことがきっかけで実現。

## ディスクジャケット
ジャケットは、二人の子供が漕いでいる自転車の後ろで日の丸がはためくイラストとなっている。

## 発売後
2020年4月19日、新型コロナウイルス蔓延の現状を鑑み、SNSで著名人を筆頭に行った「うたつなぎ」に宇崎竜童からの指名で木梨が参加。この曲と「浪漫-ROMAN-」（憲三郎&ジョージ山本）を歌唱。

## 収録曲
全作詞：忌野清志郎 + 木梨憲武
1. ガンバレ日本
作曲：忌野清志郎
2. フーリガンがやって来るヤーヤーヤー
作曲：忌野清志郎・太田要・阿部耕作
3. ガンバレ日本　（Original Karaoke）
4. フーリガンがやって来るヤーヤーヤー　（Original Karaoke）